# Richard Marsh (Rennfahrer)
Richard Marsh (* 24. September 1967 in Nottingham) ist ein britischer Automobilrennfahrer.
Richard Marsh fuhr 2000 und 2001 im Ford-Fiesta-Cup. Danach fuhr er 2002 und 2003 im Porsche Carrera Cup. Seit 2003 fährt er in der britischen Tourenwagen-Meisterschaft für verschiedene Teams.

## Karriere
Richard Marsh fuhr 2000 und 2001 im Ford-Fiesta-Cup. Danach fuhr er 2002 und 2003 im britischen Porsche Carrera Cup. Mitte der Saison 2003 wechselte er in die Produktionsklasse der britischen Tourenwagen-Meisterschaft zum Team Varta von John Batchelor. Er blieb dem Team 2004 in der Touring Class treu und fuhr zunächst einen Honda Civic Type-R, später einen Peugeot 307. 
Zur Halbzeit der Saison 2006 kehrte er in die BTCC zurück und fuhr erneut einen Peugeot 307, der vom Team Griffin Motorsport eingesetzt wurde und von Farécla gesponsert wurde. In seinem ersten Rennen holte er keine Punkte, und das Team verpasste mehrere Rennen wegen unzuverlässiger Maschinen. Für die letzte Runde rüsteten sie das Auto auf Bio-Ethanol um und qualifizierten sich vor 6 anderen Autos.
2007 taten er und David Pinkney sich zusammen, um in der Serie Alfa Romeo-Fahrzeuge für Gary Ayles zu fahren. Hier erzielte er mit einem 11. Platz beim 2. Rennen in Brands Hatch sein bestes Ergebnis in der Serie. 2008 bestritt er lediglich 4 Rennen für das Team und verließ danach die Serie.
Nach einem Comeback in der Clubrennszene 2015 fährt Marsh nun hauptsächlich Produktionssportwagen. In der Britischen GT-Meisterschaft startete er 2017 mit IN2-Racing auf einem McLaren GT4, und 2022 mit einem BMW Ekris M4 GT4. 2021 war er zudem in der British GT Cup Championship mit einem Porsche 991 Cup eingeschrieben.     